# Elena Braslavsky
Elena Braslavsky (* in Moskau) ist eine russisch-amerikanische Pianistin und Musikpädagogin.
Braslavsky studierte an der Gnessin-Musikakademie in Moskau. Nachdem sie in die USA ausgewandert war, erwarb sie ihren Doktortitel an der Juilliard School in New York. Als Stipendiatin des Fulbright-Programms und des Deutschen Akademischen Austauschdienstes setzte sie ihre Ausbildung an der Hochschule für Musik und Tanz Köln und der European Mozart Academy in Prag fort.
Sie trat als Konzertpianistin und Nord- und Südamerika, Europa, Japan und Korea auf und arbeitete als Kammermusikerin u. a. mit Steven Isserlis, Nobuko Imai und Mstislav Rostropovich. Regelmäßiger musikalischer Partner ist der Cellist Jeremy Bentley. Mit diesem und dem Geiger Nurit Pacht gründete sie 1995 in Krakau das Flatiron Trio, das sich in besonderer Weise der Musikerziehung widmet. Mit Risa Schuchter, Bernhard Krabatsch und Findley bildet sie seit 2005 das Ensemble Salzburg, das mit einem Repertoire von der Klassik bis zu zeitgenössischer Musik (Jiří Gemrot) auftritt. Braslavsky unterrichtete an der Juilliard School und am Mannes College of Music in New York, bevor sie an das Mozarteum nach Salzburg wechselte.